# Ritchie De Laet
Ritchie Ria Alfons De Laet (Anversa, 28 novembre 1988) è un ex calciatore belga, di ruolo difensore.

## Carriera

### Club
Ritchie De Laet è cresciuto calcisticamente nell'Anversa e, dopo due stagioni, è stato acquistato dallo Stoke City, che lo ha girato in prestito al Wrexham; è stato subito notato da Sir Alex Ferguson, il quale nel 2009 lo ha portato al Manchester United. Il 24 maggio 2009 ha debuttato in Premier League con la maglia dei Red Devils, nella sfida contro l'Hull City.

### Nazionale
Il 29 maggio 2009 è stato convocato dalla nazionale belga per disputare due amichevoli contro Cile e Giappone.

## Statistiche

### Cronologia presenze e reti in nazionale
| Cronologia completa delle presenze e delle reti in nazionale ― Belgio | Cronologia completa delle presenze e delle reti in nazionale ― Belgio | Cronologia completa delle presenze e delle reti in nazionale ― Belgio | Cronologia completa delle presenze e delle reti in nazionale ― Belgio | Cronologia completa delle presenze e delle reti in nazionale ― Belgio | Cronologia completa delle presenze e delle reti in nazionale ― Belgio | Cronologia completa delle presenze e delle reti in nazionale ― Belgio | Cronologia completa delle presenze e delle reti in nazionale ― Belgio |
| Data                                                                  | Città                                                                 | In casa                                                               | Risultato                                                             | Ospiti                                                                | Competizione                                                          | Reti                                                                  | Note                                                                  |
| --------------------------------------------------------------------- | --------------------------------------------------------------------- | --------------------------------------------------------------------- | --------------------------------------------------------------------- | --------------------------------------------------------------------- | --------------------------------------------------------------------- | --------------------------------------------------------------------- | --------------------------------------------------------------------- |
| 29-5-2009                                                             | Chiba                                                                 | Belgio                                                                | 1 – 1                                                                 | Cile                                                                  | Coppa Kirin 2009                                                      | -                                                                     | 46’                                                                   |
| 31-5-2009                                                             | Tokyo                                                                 | Giappone                                                              | 4 – 0                                                                 | Belgio                                                                | Coppa Kirin 2009                                                      | -                                                                     |                                                                       |
| Totale                                                                |                                                                       | Presenze                                                              | 2                                                                     |                                                                       | Reti                                                                  | 0                                                                     |                                                                       |

## Palmarès
- Campionato inglese: 1

Leicester City: 2015-2016
- Seconda divisione inglese: 1

Leicester City: 2013-2014
- Coppa belga: 2

Anversa: 2019-2020, 2022-2023
- Campionato belga: 1

Anversa: 2022-2023
- Supercoppa belga: 1

Anversa: 2023